# Okinori Kaya
Pour les articles homonymes, voir Kaya.
Okinori Kaya (賀屋 興宣), né le 30 janvier 1889 à Hiroshima et décédé à l'âge de 88 ans le 28 avril 1977 à Tokyo, est un homme politique japonais qui fut ministre des Finances de 1941 à 1944. Arrêté par les Alliés en 1945, il est jugé au tribunal militaire international pour l'Extrême-Orient et condamné à 20 ans d'emprisonnement. Libéré sous contrôle judiciaire en 1955, il devient ministre de la Justice de 1957 à 1960.
Dans sa nécrologie, le magazine Time lui attribue la phrase : « Le communisme ne signifie qu'une vie de chien ».

## Source de la traduction
- (en) Cet article est partiellement ou en totalité issu de l’article de Wikipédia en anglais intitulé « Okinori Kaya » (voir la liste des auteurs).